# 향유 (식물)
향유(香薷, Elsholtzia ciliata)는 아시아 온대지역에서 유럽에 걸쳐 널리 분포하는 한해살이풀로 높이는 30-60cm 정도이다. 털이 나고 네모진 줄기는 곧추 자라면서 가지를 친다. 마주 보며 달리는 달걀 모양의 잎은 향기가 있어 향료식물에 들어간다. 잎 가장자리에는 톱니가 있고 잎자루가 1-2cm 정도이다. 꽃은 가을에 줄기가 가지 끝에서 연보라색을 띠는 이삭으로 무리지어 핀다. 꽃, 줄기, 잎은 말려서 한약재로 이용한다. 산이나 논둑에서 자란다.